# زمین‌لرزه ۲۰۱۰ کاوسیانگ
زمین‌لرزه ۲۰۱۰ کاوسیانگ در تاریخ ۴ مارس ۲۰۱۰ میلادی، برابر با ‎۱۳ اسفند ۱۳۸۸، ساعت ۰۰:۱۸:۵۱٫۳ به زمان یوتی‌سی در تایوان رخ داد.ژرفای این زلزله ۲۱٫۰ کیلومتر بود. بزرگی آن ۶٫۴ در مقیاس ML بدست آمده‌است.
پروژهٔ جهانی تنسور گشتاور مرکزوار پارامتر زمان مرکزوار زمین‌لرزه را با اختلاف ۴٫۱ ثانیه نسبت به زمان رخداد اشاره شده در بالا و مختصات مرکزوار را در ۲۲°۵۲′شمالی ۱۲۰°۳۴′شرقی / ۲۲٫۸۶°شمالی ۱۲۰٫۵۶°شرقی محاسبه کرد و همچنین، ژرفا در ۲۹٫۱ کیلومتر بدست آمده‌است. در این محاسبات زاویه‌های (راستا، شیب، ریک) گسل سازندهٔ زمین‌لرزه و صفحه عمود بر آن برابر با (°۳۱۳، °۳۰، ° ۴۵) یا (°۱۸۳، °۶۹، ° ۱۱۲) حاصل شده‌است.